# Guðríður Símonardóttir
Guðríður Símonardóttir (1598-18 de diciembre de 1682) fue una mujer islandesa, una de las 242 personas secuestradas de las Islas Vestman, Islandia en 1627 durante una incursión de piratas berberiscos. Estas incursiones fueron conocidas como los secuestros turcos y Guðríður fue conocida como Tyrkja-Gudda. Después de ser retenida como esclava y concubina durante casi una década, fue una de las pocas cautivas rescatadas por el rey danés. Regresó a Islandia, casándose con el joven pastor Hallgrímur Pétursson, famoso por su poesía e himnos. 

## Vida
Guðríður era la esposa de un pescador y madre. Después de su secuestro en 1627 de las islas Vestman, fue vendida por los piratas como esclava y concubina en Argelia. Estaba entre los pocos rescatados casi una década más tarde por el rey Cristián IV de Dinamarca, y regresó a Islandia.
Fue enviada a Dinamarca junto con algunos otros antiguos esclavos para ser reeducados. Fueron enseñados por Hallgrímur Pétursson, entonces un estudiante de teología. Se enamoraron y ella quedó embarazada de él. Regresaron a Islandia donde supo que su marido había muerto. Ella y Hallgrímur entonces contrajeron matrimonio. Más tarde Hallgrímur fue llamado para ser el pastor de una iglesia en Saurbær, Islandia (1651–1669). Se volvió muy conocido por su poesía y especialmente sus Himnos de la Pasión (Passíusálmar), relatando la vida y muerte (La Pasión) de Cristo.
Otros islandeses menospreciaban a Guðríður y la consideraban una prostituta y pagana, culpándola por su tiempo en Argelia. Era 16 años mayor que Hallgrímur, lo que se consideraba una desgracia.

## Representación en la ficción
Jakob Jónsson escribió una obra épica sobre Tyrkja-Gudda en 1952.
Steinunn Jóhannesdóttir escribió una novela histórica sobre ella llamada Reisubók Guðríðar Símonardóttur (2001). El libro fue uno de los más vendidos en Islandia durante algunos meses, y desde su publicación se ha reimpreso varias veces. Los derechos se vendieron a Alemania y Noruega.
Guðríður es un personaje en la novela histórica de 2018 The Sealwoman Gift de Sally Magnusson.